# 定林寺址
定林寺址（じょうりんじし）は、大韓民国忠清南道扶餘郡扶余邑東南里にある百済時代の寺の跡である。大韓民国指定史跡第301号に指定されている。伽藍配置は、南から北に一直線上に中門·石塔·金堂·講堂が建てられた一塔式で、周囲が回廊で囲まれている。大韓民国指定国宝第9号の扶余定林寺址五重石塔と、大韓民国指定宝物第108号の扶余定林寺址石造如来座像などが残っている。百済から高麗時代までの瓦が見つかっており、高麗時代の瓦に定林寺の名が記された物がある。世界遺産「百済歴史遺跡地区」の構成資産の1つである。

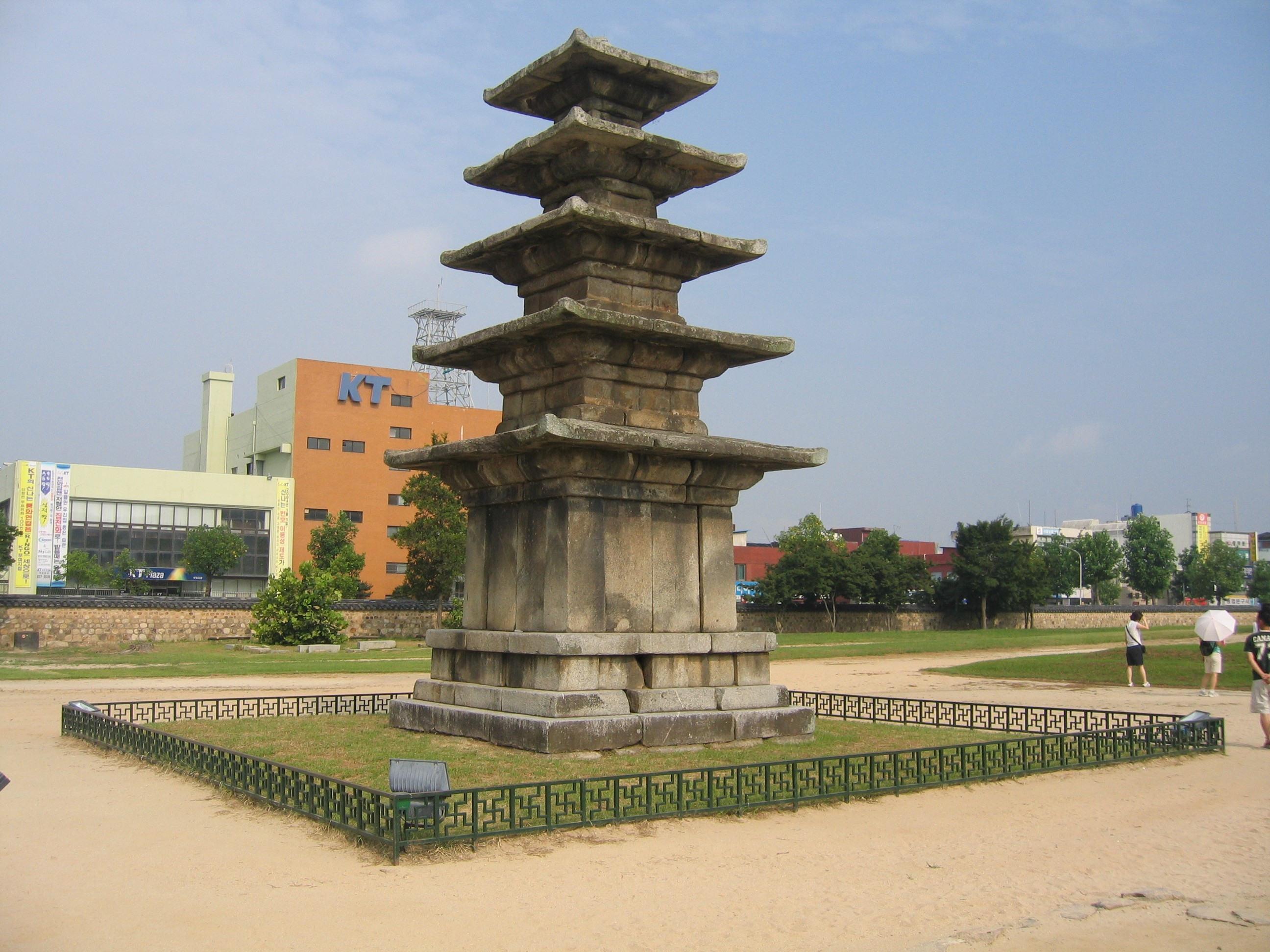
五重石塔
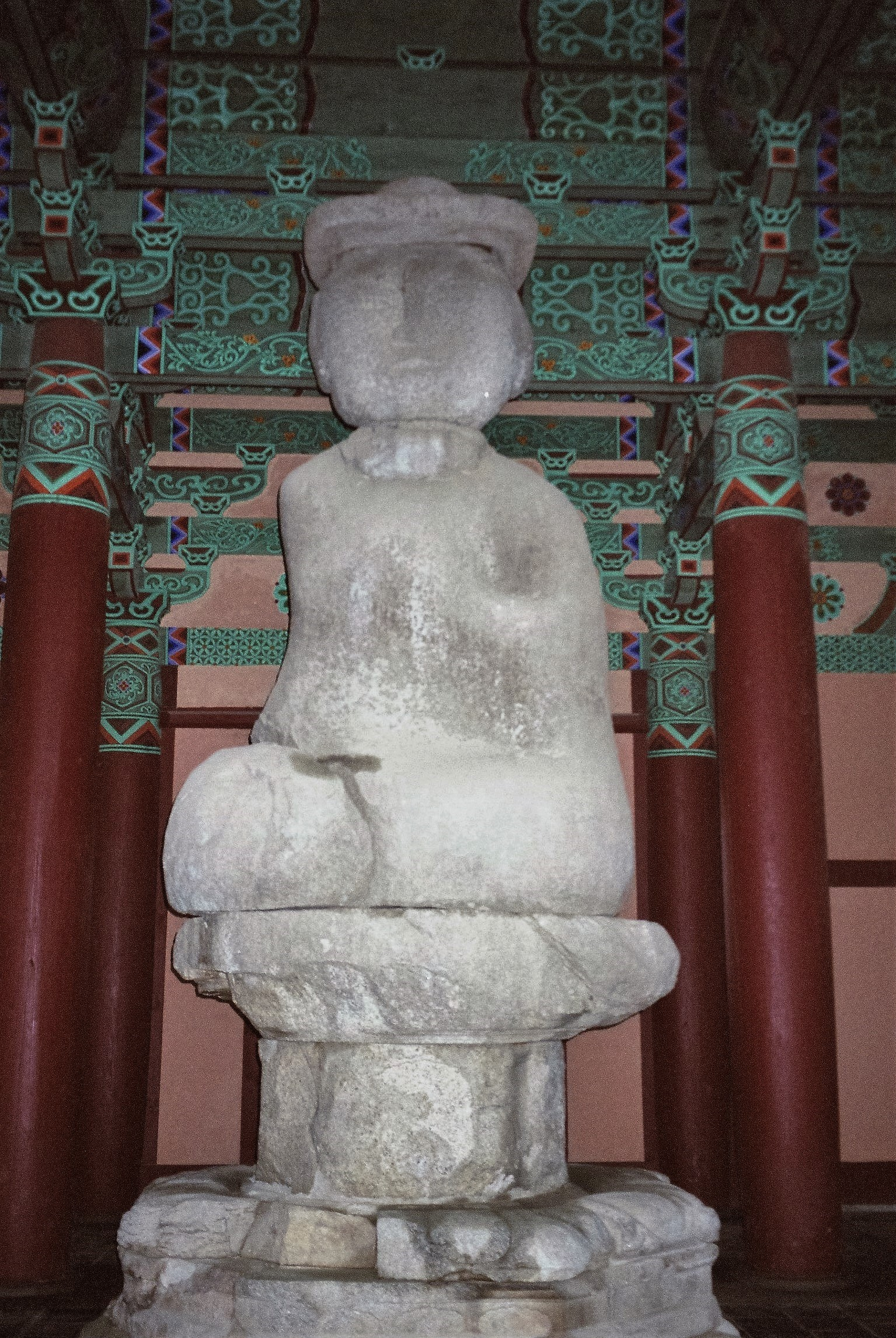
石造如来座像